# عجوقة عربية
عجوقة عربية (الاسم العلمي: Ajuga arabica) هي نوع نباتي يتبع جنس العجوقة من فصيلة الشفوية. موطنه وسط المملكة العربية السعودية. وصف لأول مرة في عام 1980.